# Thalassodes liquescens
Thalassodes liquescens är en fjärilsart som beskrevs av Louis Beethoven Prout 1934. Thalassodes liquescens ingår i släktet Thalassodes och familjen mätare. Inga underarter finns listade i Catalogue of Life.